# 洞窟物語
《洞窟物语》是于2004年发布的一款PC平台上的免费平台冒险游戏，由天谷大辅利用5年间的业余时间开发而成。《洞窟物语》以其对2D平台技术的充分利用与游戏的复古风格而著称，且也是对作者年少时玩过的《银河战士》等经典风格游戏的致敬之作。
在作者自行发行该游戏后，《洞窟物语》在网络上逐渐赢得众人青睐，其扣人心弦的剧情与游戏模式也为评论家所称道。后来在2010年间，独立游戏开发商Nicalis和天谷大辅并肩协作，将游戏移植到了WiiWare与DSiWare平台；而《洞窟物语》的增强版《洞窟物语+》随后于2011年11月登陆Steam。Nicalis亦为游戏重制3D版本，并于2011年11月以《洞窟物语3D》之名发布任天堂3DS平台版本。
游戏讲述了失忆的主角的故事：他在浮空之岛的一个洞窟中醒来，但却发现自己失忆了；而经过探寻之后，他发现了狂妄的博士的计划——操控岛上的原住民“咪咪卡”一族为他而战，进而以之征服地面诸国。于是主角力图打败博士，剧情即如此展开。

## 游戏模式

《洞窟物语》中玩家可以控制角色移动、跳跃与射击。画面左上角的HUD显示了目前装备武器的名称、等级与现有生命值。图中的黄色三角形物品可用于提高武器经验值。

在游戏中，玩家可凭依键盘或手柄操控主角的行动，并依靠跳跃、解谜与射击敌人来推动游戏进程；在收集到多种武器后，玩家还可随时一键切换当前使用武器。
在打败敌人后，敌人有时会掉出黄色三角状物品，将其拾取即可提高武器经验值。获得一定的经验值后武器就会升级，且最高可升至3级；但若角色受伤，武器的经验值亦会有所下降，到一定程度时还会使武器降级。在游戏场景中还分布着一些生命胶囊（用以提升最大生命值）及扩容宝箱（开启后增大导弹最大携带量），且有许多非玩家角色（NPC），玩家有时就需与NPC或物品互动。

## 剧情概述

### 背景
《洞窟物语》的故事发生在一座漂浮在空中的岛上，岛上的原住民是一种好似兔子的类人生物——咪咪卡。咪咪卡是一种和平友善的生物，但若吃下岛上特有的“赤之花”之后，就会变得凶猛狂暴。另外，岛上还有一件蕴藏巨大魔力的宝物——恶魔王冠。为了得到这件宝物，人们派出了一支杀手机器人军队来到这一岛上，而在搜寻宝物的过程中，大部分来自地面的机器人士兵无差别地屠戮咪咪卡。在游戏故事开始前不久，布斯特博士、坂本一家、“博士”与许多助手组成了科学考察团，来到这座岛上进行研究，但最后却陷入了孤立无援的境地。

### 故事
玩家在一个洞窟内醒来，觉察到自己对如何来到此处一事一无所知。走出洞窟后，他发现自己身处咪咪卡的村落之中，而这个村落深受博士之害。其时博士的手下米莎莉和巴鲁罗格正在追捕一个名叫坂本数的女孩，而由于数已被转化为咪咪卡，博士的手下们不仅没有抓到数，还因误认而错绑架了另一只咪咪卡——多隆子。
在此之后，玩家在蛋之回廊找到了数，当时她在那儿找到了飞龙之卵，若其孵出飞龙则她可借之逃出这个浮空岛。在从蛋之回廊脱险而归后，数打算要救出她的哥哥数马。但咪咪卡村落的领袖金却抓住了数，要她为多隆子被绑架一事负责；为了多隆子的安全，金甚至打算用她向博士换回多隆子。无奈之下，失去自由的数向玩家求助，让玩家替她从草丛区救出她的哥哥。
在玩家救出数马后，布斯特博士突然出现，并告诉他们博士打算在咪咪卡身上使用赤之花，以组建一支军队，进而征服地面世界。为阻止这一计划，布斯特博士将玩家送到砂区，请他抢在博士前头找到赤之花并毁灭掉。玩家在砂区遇到了同样失去记忆的女性机器人卡莉·芙蕾斯，以及米莎莉的母亲——保管着赤之花种子的老迈女巫珍卡。珍卡将玩家称作“来自地面的士兵”，并将之视为来岛上屠戮咪咪卡的杀手机器人军队的一员。由于巴鲁罗格得到了赤之花存储仓库的钥匙，博士得以获取赤之花，并以多隆子做试验品，强迫她吃下一朵以观其效。这时金出现了，并试图阻止博士，但他尚未碰到博士就被杀害了；而匆匆赶到的玩家无力回天，只得眼睁睁看着博士带着赤之花逃走，而自己则被迫杀死狂暴化的多隆子。
为了惩罚妨碍博士的玩家，米莎莉将玩家传送到了浮空岛深处的一个迷宫中。在探索迷宫时，玩家发现卡莉也身陷迷宫，于是他们便携手谋求逃出迷宫。而在途中，巴鲁罗格展现出了它热心的一面，帮助他们移开了堵住迷宫出口的巨石。寻找出路的玩家一行遇到了浮空岛的核心，这一核心是种魔力生物，为浮空岛供给维持漂浮状态所需的能量。于是玩家一行打败了核心，但博士却立即出现，在浮空岛的漂浮状态被破坏前就转移了核心。之后洪水就会把室内灌满，而为了拯救溺水的玩家，卡莉把自己的氧气瓶拆下，接到了失去意识的玩家身上。当玩家醒来后，若满足一定条件，玩家就可选择拯救卡莉。
回到咪咪卡村落后，玩家发现博士已经抓走了所有的咪咪卡；于是玩家前去蛋之回廊，并与数马重逢。数马正打算乘飞龙离开浮空岛，并会让玩家选择是否与他同行，如果玩家同意，则游戏到此为止——博士征服了地面世界，而玩家和数马隐居山中。玩家也可以选择继续对抗博士，并致力于摧毁浮空岛的核心，如此咪咪卡们也能恢复正常。
接着玩家从外壁一路向上攀爬，直至到达目的地——大农场，博士便在此处奴役咪咪卡为他种植赤之花。博士的手下抓住了玩家，并将晕厥的他关进数所在的牢房内，而后在玩家苏醒前带走了数。玩家阅读了数离开前留下的信，知道了一切的经过：博士为了得到恶魔王冠，加入了坂本一家和布斯特博士所在的科考队，并在遂愿后立即背叛了他们。在信的最后，考虑到妈妈似乎已有对抗博士的计划，数拜托玩家去找她的妈妈。如果早先救出了卡莉，玩家就可以找到一样物品，以恢复卡莉的记忆。卡莉恢复记忆后，想起了以前的事情，玩家的名字叫库特，且和卡莉都非当初屠戮咪咪卡的杀手机器人军队的一员；他们来到这个岛上的真正目的是摧毁恶魔王冠，以防其巨大魔力为恶人所利用。库特找到了数的母亲坂本美玲，了解到她正研究如何到达博士所在的岛屿之顶，并正为之制造火箭。在帮她完成火箭后，库特乘上火箭到达岛屿顶部，并穿越最后的洞穴，去对抗米莎莉和博士。此时博士已经提纯了赤之花的精华，并将之浓缩于一块晶体之中，而后借之在库特摧毁其肉体后，使他的精神仍然存活，并占据了浮空岛的核心，与之合为一体，但最后仍被库特摧毁。
核心毁灭后，失去其魔力支撑的岛屿开始坠向地面。这时若满足一定条件，玩家就可进入奖励关卡——关押着恶魔王冠的制造者波罗斯的“圣域”。波罗斯是珍卡的弟弟，曾是一名强大的法师，但在被拷打之后陷入疯狂之中。米莎莉强迫波罗斯制造了恶魔王冠，但她和巴鲁罗格也因此受到诅咒，只得为王冠的持有者效劳。在卡莉的帮助下，库特战胜了波罗斯，从此消灭了使岛屿下坠的负面力量的根源，拯救了岛上的居民；然而，波罗斯所在的封印之间却逐渐崩溃。恰在此时，巴鲁罗格突然出现，将孤立无援的库特两人解救出来。据它自述，米莎莉派它来救援库特一行，以报答他们为她解除诅咒的恩德。最后，库特、卡莉和巴鲁罗格一同离开了浮空岛，并平静地生活下去。

## 开发历程

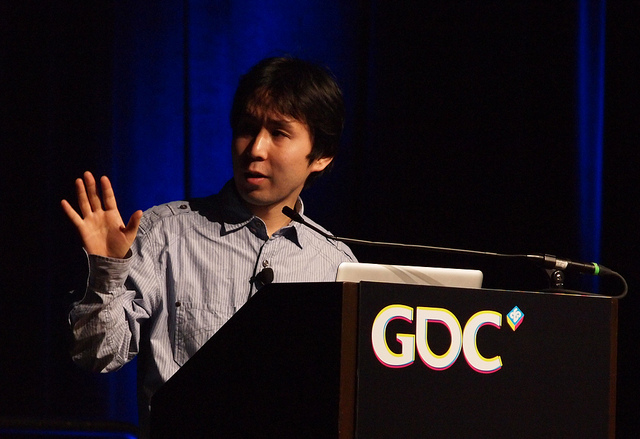
天谷大辅在为期5年的开发中独力编写故事、设计画面、谱写音乐并编写程序。

天谷大辅利用5年间的业余时间开发了《洞窟物语》。他在大学时就開始、并在他找到软件工程师的工作后仍未停歇。在开发刚起步时，他谱写了游戏的开始画面配乐，并编程实现角色的基本移动动作。而在设计完一些封闭场景之后，他逐渐萌生出以洞窟为背景设计的想法。另外，据天谷大辅所述，由于他没有事先拟定完备的项目计划，因而并未编写制作专用的地图编辑和数据管理工具，结果导致后期出现了问题。
在2011年度游戏开发者大会上，天谷大辅做了《洞窟物语的开发物语》（The Story of Cave Story）的项目分析报告，并在此间强调了“实用主义设计”在《洞窟物语》开发中起到的重要作用。天谷大辅的设计颇具“复古风格”，正与其对儿时玩过的经典游戏银河战士系列相契合；另一方面说，这亦保证他能够独力绘制大量的图片，而这在3D游戏开发中是不可能的。
在设计主角库特时，天谷大辅从马里奥的人物设计上汲取灵感，仿效其经典外形，将库特设计得头大身小，并覆以白色的皮肤与红色的衬衫，使之与黑色的洞窟背景形成强烈对比，以突出主角的存在感。而出于同样的考虑，其他角色也多设计为浅色皮肤，或身着白色衣装。在游戏的Beta版本中，所有敌人都形如肥皂块，这一外形设定后来则演化为巴鲁罗格的角色设定；另外Beta版中还出现了角色“青蛙王子”，这一角色在水中的行动更为敏捷。Beta版中的许多元素在后来的任天堂3DS版本游戏中重新引入。
为让玩家对各关卡留下深刻印象，天谷大辅在设计每一场景时，也都为之设定了单一的设计主题，如“蛋之回廊”场景的设计主题为“温暖”，而“砂区”则是“干燥难耐”。另外，游戏并未设置天谷大辅所不喜欢的“教学关”，而是直接在第一关便给了玩家两条通路，且其中一条路不通，玩家必须走另一条路并取得一样物品后，才能回头打通此路。这一设定的灵感取自银河战士系列的开场，起到了“让玩家觉得好像他们靠自己解决了问题”的作用，这一思想也贯彻游戏始终。

## 游戏版本

### 移植
《洞窟物语》最早于Windows平台上发布，后来陆续移植到Linux、Haiku、MorphOS、AmigaOS 4、Mac OS X系统与PlayStation Portable、Xbox、DreamCast、Mega Drive、GP2X、GP2X Wiz平台，游戏甚至还移植到了德州仪器出品的图形计算器上。Nicalis则开发了《洞窟物语》的WiiWare版本，并在此版中对原版做出了改进：人物重新设计，音乐也再度混音，并加入了额外的游戏模式。这一移植版在2010年3月22日于美国发布，并于其后在2010年12月10日于欧洲发布。相较之下，Nicalis另外开发的DSi平台移植版（北美和日本的发行日分别为2010年11月29日和2011年11月22日）虽然在画面和音乐上无甚改进，但也加入了圣域攻击模式。另外，凯特琳·肖（Caitlin Shaw）为《洞窟物语》重制了基于SDL的开源引擎——NxEngine，使游戏得以扩展和修改，同时也让《洞窟物语》能更为便利地移植到其他设备上。《洞窟物语》的任天堂3DS版本则于2012年10月4日在任天堂网上商店上架，这一版本纳入了DSiWare版本所含的“点唱机模式”，同时也包括了《洞窟物语+》中的所有附加游戏模式。

### 《洞窟物语+》
Nicalis还为《洞窟物语》开发了PC平台加强版——《洞窟物语+》，不仅囊括了WiiWare平台版本的所有附加游戏模式，而且允许玩家选择画面和音频样式：玩家可以从原版和WiiWare改进版中选择喜欢的画面风格，音乐也可以选择原版、WiiWare移植版或3DS版；与此同时还提供了一个原创关卡——“风之要塞”。这一版本于2011年11月22日在Steam上发行，后于2012年4月发行到Desura，同时游戏也成为了Humble独立游戏套装第四期的奖励游戏与第七期的收录游戏。

### 《洞窟物语3D》
《洞窟物语3D》是游戏的3DS版本，由Nicalis主持开发，并由NIS America发行于任天堂3DS平台，游戏在北美、欧洲和日本的发布时间分别为2011年11月8日、11月11日与2012年7月26日。与原版相比，这一版本使用3D人物模型重头构建画面，加入了视角自动调节系统和一个附加关卡，并引入了丹尼·巴拿诺斯基制作的重混音轨，其日语版本还有NIS发行的其他游戏（包括《疯狂攀登者》、《农夫忍者》与Dragon Slayer系列）的角色客串。为了有更多时间完善《洞窟物语3D》，天谷大辅甚至辞去了软件开发的工作，转而担任《洞窟物语3D》的总监。他曾谈到，鉴于需要考虑多得多的细节问题，转向3D的确较为困难。

## 媒体评价
《洞窟物语》在评论家中赢得了广泛的赞誉：1UP.com评述道：“从影响力和游戏时间看，（《洞窟物语》的地位）如此之高，以至可与现今GBA上的恶魔城与银河战士一竞高下”。美国电玩杂志《Game Informer》的马特·米勒（Matt Miller）则洞察到《洞窟物语》杂糅了银河战士、忍者龍劍傳、洛克人、塞尔达传说与恶魔城的元素，并将其糅合成“引人入胜、富有挑战性且有足够长度”的整体。Inside Mac Games将游戏的流行归功于其“优雅的风格，吸引人的剧情及引人入胜的作画”。另一美国电玩杂志《Electronic Gaming Monthly》亦如是说：“蓬勃发展中的西方独立游戏界对像素工作室这类日本先锋实在亏欠太多，他（指天谷大辅）的热门免费软件《洞窟物语》证明了若有足够的想象力、技术和热情，开发者独自一人也能打造出一款富有深度而引人入胜的动作游戏”。Destructoid的乔纳森·福尔摩斯（Jonathan Holmes）称其为一款“重要的游戏”，他洞察到《洞窟物语》对独立艺术游戏（如《时空幻境》）的影响，以及同后来2D游戏（如CAPCOM的《洛克人9》）设计的相关性，此外他还将游戏的设计思想与宫本茂不用教程就教会玩家的风格相比较，认为其恰如《超级玛丽》开头的设置。2006年7月，《洞窟物语》在瑞典電玩雜誌《Super PLAY》的“史上50最佳免费游戏排行榜”中登上榜首。
WiiWare版本亦广受好评，对其批评意见则集中在免费提供多年后，突然标出1,200任天堂点数（折合12美元或10英镑）的售价。1UP.com的杰勒米·帕里什（Jeremy Parish）称赞了该版本中的画面改进，并称其“毫无折损（游戏）深受经典作品影响的魅力”；在玩家操作方面，他也认为，比起PC平台原版的键盘控制，Wii经典手柄和Wii遥控器的控制则好太多；而在价格问题上，他谈到“这一杰作以富有诗意（的风格）打动了我，而在为之付出不懈的努力后，天谷（大辅）终于有望借此小有所获”，并认为这一作品“绝对物有所值”。Eurogamer的约翰·特提（John Teti）也抱持类似的意见，但也提到重混后的音乐存在技术性问题，并因此更推崇原版音轨。英国电玩杂志《Edge》则将这一重制版与《猴岛的秘密特别版》相比较，认为重制画面两全其美，既以新画面来契合现代品味，又提供切回原始画面的选项以满足经典游戏爱好者。IGN的迪蒙·哈特菲尔德（Daemon Hatfield）认为《洞窟物语》“归属（应为）任天堂系统（指任天堂游戏机）”，并提到其与《超惑星战记》在游戏模式上的相似之处，即对玩家角色的伤害也会降低武器威力这一点。除此之外，《洞窟物语》还被提名2010年度《任天堂力量》年度游戏奖及WiiWare年度游戏奖。
对《洞窟物语3D》的评价就像是对WiiWare版评价的回声一样。许多评论家认为画面上的改进与其折合40美元的初始标价并不相称，尤其是在当时已可通过下载服务获取其更便宜（甚至免费）的版本的情况下。1UP.com的帕里什则为这一版本辩护，谈到《洞窟物语》在发行多年后，终于能以游戏卡带为载体发布，买下一份也是值得的。Destructoid的福尔摩斯称赞了新版加入的视角自动调节系统与以3D模型重制的画面，并将之与经典的迪斯尼电影相比较，认为这一版本是“游戏的最佳版本，（但）不一定是最终版本”。GameSpot的简·道格拉斯（Jane Douglas）认为对于游戏的控制方式来说，3DS的Circle Pad（扩充游戏杆底座）用起来相当舒适，但也抱怨游戏的3D效果使玩家更难看出平台所在，也难以区分前景和背景，IGN的奥德丽·德雷克（Audrey Drake）在评论中也谈到了这一不足。英国《任天堂官方杂志》（Official Nintendo Magazine）的西蒙·帕金（Simon Parkin）则更为尖锐地指出游戏中3D模型细节缺失，且色调也过暗。而在日本电玩杂志《周刊Fami通》上，四个评论者分别为之打出了7、7、8、8分（满分10分），总计30分，处于平均水平。这一游戏还获2011年《任天堂力量》最佳冒险游戏奖提名。

### 游戏台词
1. ↑  Studio Pixel.  PC. Studio Pixel. 2004-12-20. 原文：Jenka: Concerned, the Mimigas finally ingested the forbidden red flowers, and in their murderous rage began to strike back against the robots. 中译：珍卡：忧虑之下，咪咪卡最终开始摄取禁忌的赤之花，然后凶猛狂暴地反击机器人。
2. ↑  Studio Pixel.  PC. Studio Pixel. 2004-12-20. 原文：Curly Brace: Back then, a huge number of robots were sent to this island from countries on the Earth's surface. Their target was the awesome power kept within this island... The Demon Crown.中译：卡莉·芙蕾斯：从前，大量的机器人被从地面上的国家送到这个岛上。它们的目标是这个岛上蕴藏的巨大力量……恶魔王冠。
3. 1 2  Studio Pixel.  PC. Studio Pixel. 2004-12-20. 原文：Jenka: You're a soldier from the surface, aren't you. ..... It wasn't long ago that hundreds of robots like you came to this island. Countless Mimigas perished at their hands.中译：珍卡：你是来自地面的士兵，不是吗。……不久前就有如你一样的上百号机器人来到这个岛上。无数的咪咪卡就在它们手上丧命。
4. ↑  Studio Pixel.  PC. Studio Pixel. 2004-12-20. 原文：Sue's letter: We came to this island from the surface on a research trip. Prof. Booster was on our helicopter, and so was my mother, my brother, various assistants... The Doctor as well. [...] Once he had the Crown in his possession, no one could stand up to him. We had no choice except to continue our research of the island under his orders.中译：数的信：我们从地面来到这个岛上进行调查。（当时）布斯特博士就在我们的直升机上，还有我的妈妈、哥哥以及许多助手……还有博士。……当他掌控了（恶魔）王冠之后，就无人可以悖逆他了。我们没有其他选择，只能听从他的号令，继续对这个岛进行研究。
5. ↑  Studio Pixel.  PC. Studio Pixel. 2004-12-20. Sue: This egg could be our ticket off this island!中译：数：这个蛋可以成为离开这座岛的保证！
6. ↑  Studio Pixel.  PC. Studio Pixel. 2004-12-20. 原文：Balrog: You win... I'll move the rock for you. But remember... Don't tell ANYONE that I helped you.中译：巴鲁罗格：你赢了……我会帮你移开这块石头，不过记得……别告诉任何人我帮了你的忙。
7. ↑  Studio Pixel.  PC. Studio Pixel. 2004-12-20. 原文：Misery: This is the heart of the island! If you stop it, the island will fall to the earth! / ... / Doctor: Bring the core to the laboratory at once!中译：米莎莉：这是这座岛的心脏！如果你让它停止运转，这座岛就会坠落到地面上！……博士：马上把核心转移到实验室去！
8. ↑  Studio Pixel.  PC. Studio Pixel. 2004-12-20. 原文：Narrator: And so was your escape from the island successful. Before long, the Doctor began his attack on the earth, using the floating island as a base... [Y]ou and Kazuma quietly lived out the rest of your days...中译：旁白：于是你成功地逃出了这座岛。没过多久，博士开始进攻地面，并以浮空岛为基地……你和数马则静静地度过余生。
9. ↑  Studio Pixel.  PC. Studio Pixel. 2004-12-20. 原文：Sue's Letter: The Doctor knew this even before coming to the island, which is why he wormed his way into our group in the first place. Once he had the Crown in his possession, no one could stand up to him... Help my mother. The password is "Litagano Motscoud".中译：数的信：博士在来到岛上之前就知道这件事（即恶魔王冠的存在）了，这就是他加入考察队的根本原因。当他把恶魔王冠收入囊中之后，就无人可以抵抗他了……请帮助我的妈妈。口令是“Litagano Motscoud”。
10. ↑  Studio Pixel.  PC. Studio Pixel. 2004-12-20. 原文：Curly Brace: Your name's Quote! ... The two of us were sent in order to destroy [the Crown].中译：卡莉·芙蕾斯：你的名字是库特！……我们俩为了摧毁（王冠）而来到这儿。
11. ↑  Studio Pixel.  PC. Studio Pixel. 2004-12-20. 原文：Doctor: The power of the Red Crystal is wondrous indeed... My body may be wrecked, but my consciousness has never been more distinct.中译：博士：赤之结晶的力量的确惊人啊……我的肉体已然毁灭，但我的意识却未曾如此清醒。
12. ↑  Studio Pixel.  PC. Studio Pixel. 2004-12-20. 原文：Narrator: It was Jenka's daughter Misery who made Ballos create the Demon Crown. She was subsequently cursed by the crown, forced to do the bidding of all who wear it.中译：旁白：珍卡的女儿米莎莉让波罗斯制造了恶魔王冠，而她随后就被王冠诅咒，被迫听命于所有佩戴王冠的人。
13. ↑  Studio Pixel.  PC. Studio Pixel. 2004-12-20. 原文：Balrog: You beat Ballos, right? When you did that, it lifted our curse. / ... / Curly Brace: Our mission is over, and now I just want to live out my days somewhere where I can relax and enjoy a beautiful view... / Balrog: ...would it be all right if I joined you there?中译：巴鲁罗格： 你打败了波罗斯，对吧？在你成功后，我们所受的诅咒就解除了。……卡莉·芙蕾斯：我们的任务完成了，现在我只想找个能让我放松并享受生活的地方度日……/巴鲁罗格：……可以让我加入你们吗？